# Michel Baudier
Michel Baudier (1586, Montpellier - 1645), historien et orientaliste français, fut historiographe du roi Louis XIII. 

## Biographie
Né à Montpellier, il devient, dans les années 1610, militaire et gentilhomme de la cour. À ce titre, il participe aux campagnes du maréchal de Toiras en Italie en 1632 et 1633, au siège de Turin de 1640. Voyageur, érudit, maîtrisant non seulement le latin, le grec, l'espagnol et l'italien, mais aussi le persan, l'arabe et l'hébreu, il commence par traduire des documents orientaux, et se fait connaître avec ses travaux sur les cours turque et chinoise, traduisant pour la première fois des sourates du Coran en français. Ami de Pierre et Jacques Dupuy, dont il fréquente l'Académie, de Peiresc, de La Mothe le Vayer son réseau de connaissances lui permet d'accéder aux archives du roi et aux documents originaux, en particulier ceux du cardinal d'Amboise. Soutenu par le chancelier Séguier, il se voit confier une charge d'historiographe du roi.

## Ouvrages
- Histoire de la guerre de Flandre, 1618 ;
- Histoire generalle du serrail et de la cour du Grand Seigneur, empereur des Turcs, 1624 ;
- Histoire générale de la religion des Turcs, avec la vie de Mahomet, et des quatre premiers califes, 1626 ;
- Histoire de la cour du roy de la Chine, 1626 ;
- Inventaire de l'histoire générale des Turcs, 1628 ;
- Histoire du cardinal d'Amboise, 1634 ;
- Histoire du maréchal de Thoiras, 1644 ;
- Histoire de Suger ;
- Histoire de Ximenès, 1635, etc.